# Jean-François-Théodore Gechter
Jean-François-Théodore Gechter (Parigi, 15 dicembre 1795 – Parigi, 11 dicembre 1844) è stato uno scultore francese.

## Biografia
Gechter fu allievo di François Joseph Bosio. È autore di uno dei bassorilievi dell'Arco di Trionfo di Parigi.

## Opere
Opere maggiori di Théodore Gechter:
- Jacques d'Albon, signore di Saint-André, galleria delle Battaglie della reggia di Versailles;
- 1833-1836: La battaglia di Austerlitz, Arco di Trionfo di Parigi;
- 1840: La Fontaine des Fleuves (Fontana dei mari), Place de la Concorde a Parigi.

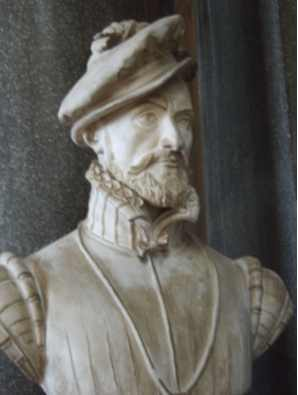
Jacques d'Albon, signore di Saint-André, galleria delle Battaglie della reggia di Versailles
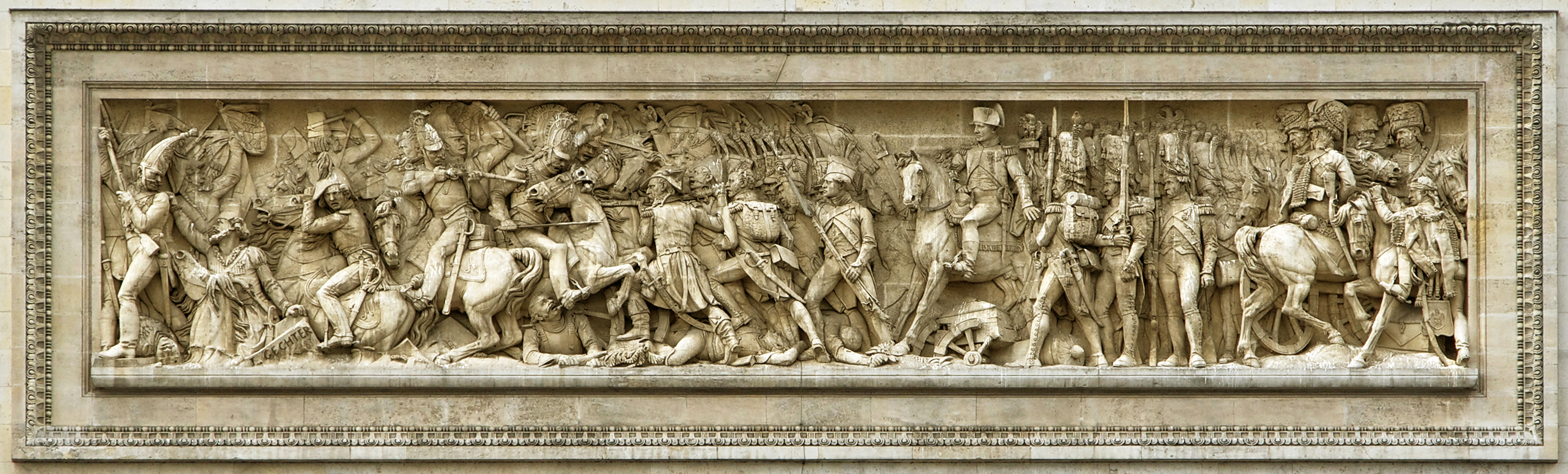
La battaglia di Austerlitz, Arco di Trionfo di Parigi, 1833-1836
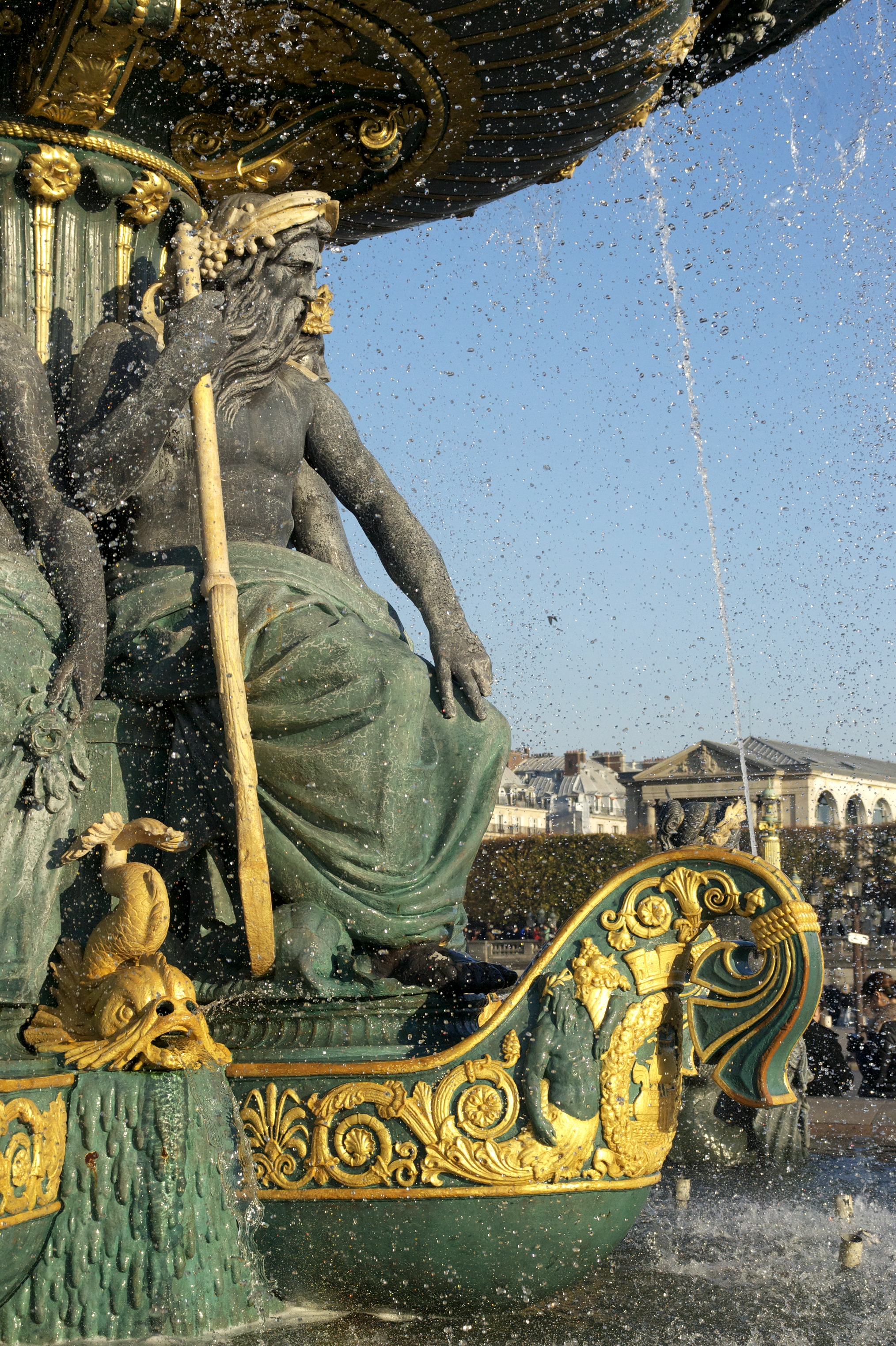
La Fontaine des Fleuves (Fontana dei fiumi), Place de la Concorde a Parigi, 1840